# Wiaczesław Domani
Wiaczesław Grigoriewicz Domani (ros. Вячеслав Григорьевич Домани, ur. 2 maja 1947 w Moskwie, zm. 4 lutego 1996 tamże) – radziecki siatkarz, medalista igrzysk olimpijskich i mistrzostw Europy.

## Życiorys
Domani był w składzie reprezentacji Związku Radzieckiego, która zajęła 6. miejsce podczas mistrzostw świata 1970 w Bułgarii. W 1971 triumfował podczas mistrzostw Europy we Włoszech. Wystąpił na igrzyskach olimpijskich 1972 w Monachium. Zagrał we wszystkich pięciu meczach fazy grupowej, meczu półfinałowym oraz wygranym pojedynku o trzecie miejsce z Bułgarią. W reprezentacji grał w latach 1970–1972.
Od 1967 do 1973 występował w klubie CSKA Moskwa, z którym czterokrotnie zdobywał mistrzostwo ZSRR w latach 1970–1973 i wicemistrzostwo w 1967 oraz triumfował w Pucharze Europy Mistrzów Klubowych w sezonie 1972/1973. Karierę sportową zakończył w 1973. Jego syn, Dmitrij był koszykarzem, reprezentantem Rosji.